# Paulista (Paraíba)
Paulista é um município brasileiro do estado da Paraíba. 
Localiza-se à latitude 06º35'38" sul e à longitude 37º37'27" oeste, com altitude de 160 metros. Sua população estimada em 2018 era de 12.260 pessoas, distribuídos em 577 km² de área.

## História política
| Prefeito                        | Partido | Duração do mandato  |
| ------------------------------- | ------- | ------------------- |
| Raimundo Barbosa de Almeida     | -       | 1961-1962           |
| Cândido de Assis Queiroga       | UDN     | 1962-1966           |
| Pedro Félix de Medeiros         | ARENA   | 1966-1970           |
| Cândido de Assis Queiroga       | ARENA   | 1970-1971           |
| Raimundo Barbosa de Almeida     | ARENA   | 1971-1973           |
| Pedro Félix de Medeiros         | ARENA   | 1973-1977           |
| Derosse Barbosa de Almeida      | ARENA   | 1977-1983           |
| Sabiniano Fernandes de Medeiros | PMDB    | 1983-1989           |
| Abinete Vieira de Almeida       | PMDB    | 1989-1993           |
| Jurandir de França Dantas       | PMDB    | 1993-1997           |
| Abinete Vieira de Almeida       | PMDB    | 1997-2001           |
| Sabiniano Fernandes de Medeiros | PDT     | 2001-2005 2005-2009 |
| Severino Pereira Dantas         | PTB     | 2009-2013 2013-2017 |
| Valmar Arruda de Oliveira       | PL      | Mandato em curso    |

## Geografia
O município está incluído na área geográfica de abrangência do semiárido brasileiro, definida pelo Ministério da Integração Nacional em 2005.  Esta delimitação tem como critérios o índice pluviométrico, o índice de aridez e o risco de seca.

## Símbolos
A bandeira de municipal é de cor branca tendo à esquerda o brasão que tem em seu interior a representação do Rio Piranhas que corta o município. O brasão está ladeado de ramas de algodão e de oiticica que foram no passado mais importante fonte de renda para a população, e acima deste se encontra uma estrela que simboliza a cidade de Paulista.

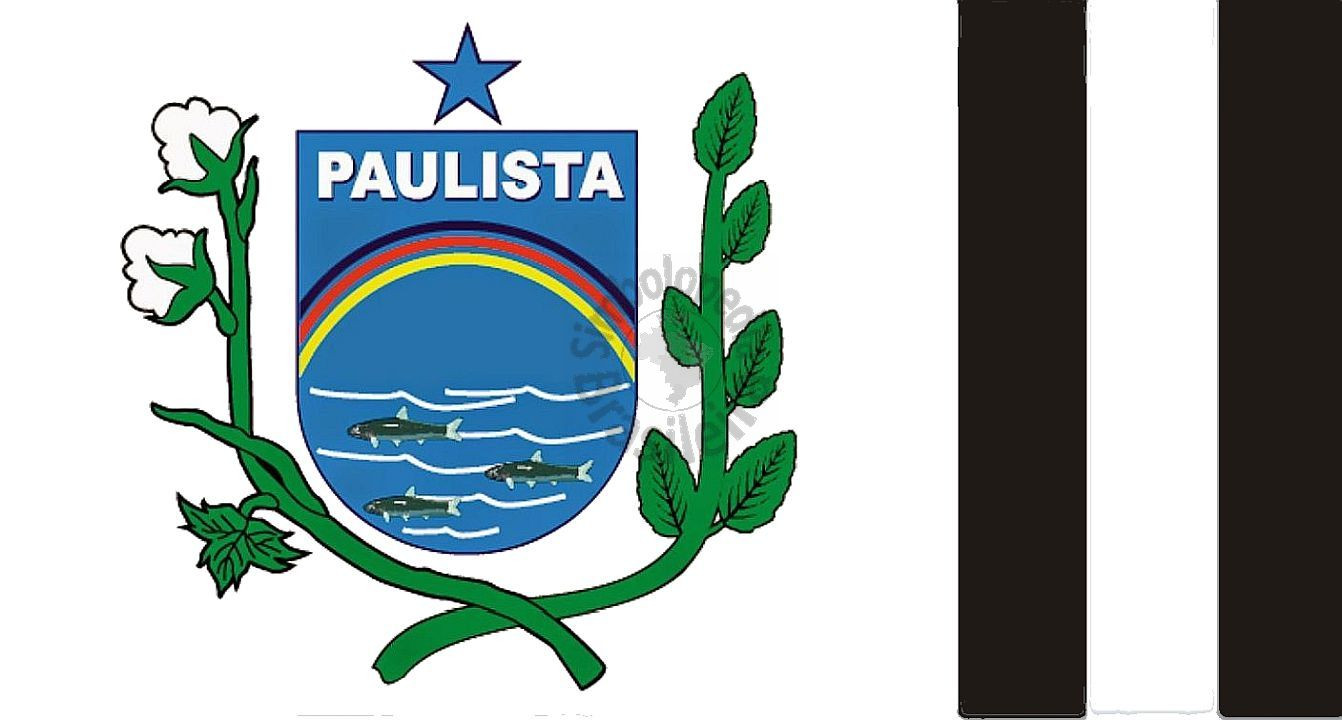
Bandeira municipal

Encontramos também à direita duas faixas de cor negra que simbolizam o luto pela morte dos prefeitos Cândido de Assis Queiroga, Raimundo Barbosa de Almeida e Pedro Félix de Medeiros.